# Aveluy
Aveluy (picardisch:Avluy) ist eine nordfranzösische Gemeinde mit 537 Einwohnern (Stand 1. Januar 2022) im Département Somme in der Region Hauts-de-France. Die Gemeinde gehört zum Kanton Albert und ist Teil der Communauté de communes du Pays du Coquelicot.

## Geographie
Aveluy liegt am rechten Ufer des Flüsschens Ancre und am nördlichen Rand von Albert an in der west-östlicher Richtung verlaufenden, hier die Ancre querenden Départementsstraße D20 und der in nord-südlicher Richtung verlaufenden, der Ancre folgenden Départementsstraße D50. Durch die Gemeinde verläuft die Bahnstrecke Paris–Lille. Im Norden der Gemeinde liegen der Bois d’Aveluy (rechts der Ancre) und der Bois de la Haie (links der Ancre).

## Geschichte
Die Gemeinde erhielt als Auszeichnung das Croix de guerre 1914–1918. 

## Einwohner
| 1962 | 1968 | 1975 | 1982 | 1990 | 1999 | 2006 | 2010 |
| ---- | ---- | ---- | ---- | ---- | ---- | ---- | ---- |
| 523  | 559  | 584  | 547  | 514  | 525  | 497  | 501  |

## Verwaltung
Bürgermeister (maire) ist seit 2008 Christophe Buisset.

## Sehenswürdigkeiten
- Kirche Sainte-Faire
- Kriegerdenkmal
- Mehrere britische Soldatenfriedhöfe